# Robert Waissenberger
Robert Waissenberger (* 16. August 1926 in Wien; † 28. März 1987 ebenda) war österreichischer Kunsthistoriker und Museumsdirektor.

## Leben und Werk
Waissenberger studierte 1945 bis 1949 an der Universität Wien Geschichte, Kunstgeschichte und Germanistik und arbeitete als Dr. phil. von 1949 an in der Magistratsabteilung 7, dem Kulturamt der Stadt Wien. 1959 bis 1974 war er dort Referent für bildende Kunst. Von 1974 an fungierte er, von Kulturstadträtin Gertrude Fröhlich-Sandner vorgeschlagen, bis zu seinem Tod als Leiter der damaligen Magistratsabteilung 10, Museen der Stadt Wien. Unter seiner Leitung erlangte, wie das aeiou-Österreich-Lexikon schrieb, das Historische Museum der Stadt Wien durch seine rege Ausstellungstätigkeit internationale Geltung, und es wurden zahlreiche Außenstellen (Gedenkstätten für Wolfgang Amadeus Mozart, Joseph Haydn, Ludwig van Beethoven, Adalbert Stifter) eröffnet sowie bestehende ausgebaut.
Waissenberger leitete kulturhistorische Großausstellungen wie Traum und Wirklichkeit. Wien 1870–1930, 1984/1985 im Künstlerhaus Wien gezeigt, architektonisch von Hans Hollein gestaltet, mit über 600.000 zahlenden Besuchern ein Rekordergebnis, und setzte sich für die Gründung des Wiener Jüdischen Museums ein. Er veröffentlichte zahlreiche Publikationen. Sein Nachfolger als Museumsdirektor bis 2003 wurde sein Mitarbeiter Günter Düriegl.
Waissenberger fungierte 1984 bis 1987 als Präsident des Museumsbundes Österreich. Er wurde 1977 zum Hofrat ernannt, erhielt 1986 das Ehrenkreuz für Wissenschaft und Kunst und wurde 1987 von der Stadt Wien zum Obersenatsrat, dem höchsten Beamtenrang, befördert.
Waissenbergers Ehefrau Hildegard(is) Waissenberger war ebenfalls im Kulturressort der Stadtverwaltung tätig; sie war Assistentin von Kulturstadträtin Gertrude Fröhlich-Sandner, später Generalsekretärin der Wiener Festwochen.

## Namensschreibung
In der elektronischen Grabstellensuche der Wiener Friedhöfe ist er mit der Schreibung Waißenberger zu finden. Er wurde am Groß-Jedlersdorfer Friedhof bestattet.